# Audea pseudocatocala
Audea pseudocatocala är en fjärilsart som beskrevs av Embrik Strand 1918. Audea pseudocatocala ingår i släktet Audea och familjen nattflyn. Inga underarter finns listade i Catalogue of Life.